# Fischmann Ezékiel Mózes Lipsitz
Fischmann Ezékiel Mózes Lipsitz, Yechezkel Moshe Fischman-Lipshitz, névváltozat: Lipschits (Koloděje nad Lužnicí, Týn nad Vltavou, Csehország, 1795. március 28. – Miskolc, 1874. december 16.) miskolci rabbi.

## Élete
Lipsitz Ábrahám (?–1829) rabbi fia volt. Előbb Schaffán (Morvaország), majd 1836-tól haláláig Miskolcon működött. Minthogy községében több újítást foganatosított, ezért több ortodox rabbi fellépett ellene. Fischmann ezért Divré Sólom Véemesz címen szellemes röpiratot bocsátott ki ellenük 1864-ben. Negyven éven át töltötte be hivatalát. Temetése halála másnapján, 1874. december 17-én zajlott reggeli 9 órától esti 4 óráig. Két fia, a kecskeméti és pozsonyi rabbi, továbbá két veje, az óbudai és eperjesi rabbinus tartottak halotti beszédeket.

## Családja
Fiai: Fischmann Feis hírneves pozsonyi rabbi és hitszónok; Fischmann Simon kecskeméti rabbi, Fényes Adolf festőművész apja voltak, veje pedig Hirsch Márkusz óbudai, majd hamburgi főrabbi volt.